# Alexandre Torres
Alexandre Torres (nacido el 22 de agosto de 1966) es un exfutbolista brasileño que se desempeñaba como defensa.
En 1992, Alexandre Torres jugó para la selección de fútbol de Brasil.

## Trayectoria

### Clubes
| Club                 | País   | Año         |
| -------------------- | ------ | ----------- |
| Fluminense           | Brasil | 1985 - 1990 |
| Vasco da Gama        | Brasil | 1991 - 1994 |
| Nagoya Grampus Eight | Japón  | 1995 - 1999 |
| Vasco da Gama        | Brasil | 2000 - 2001 |

### Selección nacional
| Selección | País   | Año  |
| --------- | ------ | ---- |
| Absoluta  | Brasil | 1992 |

## Estadística de equipo nacional
| Selección de fútbol de Brasil | Selección de fútbol de Brasil | Selección de fútbol de Brasil |
| Año                           | Part.                         | Goles                         |
| ----------------------------- | ----------------------------- | ----------------------------- |
| 1992                          | 1                             | 0                             |
| Total                         | 1                             | 0                             |